# ガーンジー

ガーンジー
Bailiwick of Guernsey（英語）
Bailliage de Guernesey（フランス語)

地域の標語：不明
地域の歌：God Save the King (国王陛下万歳)
Sarnia Cherie (愛しいガーンジー)

ガーンジー代官管轄区（ガーンジーだいかんかんかつく、英: Bailiwick of Guernsey）は、ヨーロッパのイギリス海峡のチャンネル諸島に位置するイギリスの王室属領（英: Crown dependencies）である。ガーンジー島、オルダニー島、サーク島、ハーム島、ブレッシュ島、ジェソー島などによって構成され、首都は、ガーンジー島のセント・ピーター・ポートである。
イギリス王室属領であり、イギリス国王をその君主としているが、グレートブリテン及び北アイルランド連合王国には含まれない。そのため、内政に関してイギリス議会の支配を受けず、独自の議会と政府を持ち、海外領土や植民地と異なり高度の自治権を有している。欧州連合（EU）にも加盟していなかった。したがって、イギリスの法律や税制、欧州連合の共通政策は適用されない。ただし、外交及び国防に関してはイギリス政府に委任しており、主権国家ではない。
なお、この記事では王室属領としてのガーンジーの他にガーンジー管区（ガーンジーかんく）、ガーンジー島（ガーンジーとう）についても扱う。

## 名称
正式名称は英語ではBailiwick of Guernsey、フランス語ではBailliage de Guerneseyである。
Bailiwickは代官の管轄区という意味であるが、日本語では定訳はなく、単にガーンジーと呼んだり、ガーンジー管区などと訳されることもある。代表的な島の名前であるガーンジー島の名で呼ばれることもある。

## 歴史
紀元前6500年頃まで、ガーンジー島は現在のフランス本土と陸続きであった。
先住民は紀元前5000年頃に農耕民族に追い払われた狩猟民族である。
933年、ノルマンディー公ギヨーム（長剣公）はチャンネル諸島を含む領地をブルターニュ公国から奪った。
1066年、ノルマンディー公ギヨーム2世はイングランドを征服し、イングランド王ウィリアム1世（ウィリアム征服王）として戴冠した。それ以来、ガーンジー島は歴代イギリス王室の直轄地となっている。
1940年7月から1945年5月9日まではナチス・ドイツによって占領されている（ナチス・ドイツによるチャンネル諸島占領）

## 気候
| ガーンジー（1981–2010）の気候                  | ガーンジー（1981–2010）の気候 | ガーンジー（1981–2010）の気候 | ガーンジー（1981–2010）の気候 | ガーンジー（1981–2010）の気候 | ガーンジー（1981–2010）の気候 | ガーンジー（1981–2010）の気候 | ガーンジー（1981–2010）の気候 | ガーンジー（1981–2010）の気候 | ガーンジー（1981–2010）の気候 | ガーンジー（1981–2010）の気候 | ガーンジー（1981–2010）の気候 | ガーンジー（1981–2010）の気候 | ガーンジー（1981–2010）の気候 |
| 月                                             | 1月                           | 2月                           | 3月                           | 4月                           | 5月                           | 6月                           | 7月                           | 8月                           | 9月                           | 10月                          | 11月                          | 12月                          | 年                            |
| ---------------------------------------------- | ----------------------------- | ----------------------------- | ----------------------------- | ----------------------------- | ----------------------------- | ----------------------------- | ----------------------------- | ----------------------------- | ----------------------------- | ----------------------------- | ----------------------------- | ----------------------------- | ----------------------------- |
| 最高気温記録 °C （°F）                         | 15.0 (59)                     | 14.6 (58.3)                   | 18.6 (65.5)                   | 24.3 (75.7)                   | 26.0 (78.8)                   | 31.0 (87.8)                   | 32.6 (90.7)                   | 34.3 (93.7)                   | 27.0 (80.6)                   | 23.6 (74.5)                   | 18.0 (64.4)                   | 17.3 (63.1)                   | 34.3 (93.7)                   |
| 平均最高気温 °C （°F）                         | 8.7 (47.7)                    | 8.4 (47.1)                    | 10.0 (50)                     | 11.8 (53.2)                   | 14.9 (58.8)                   | 17.5 (63.5)                   | 19.5 (67.1)                   | 19.8 (67.6)                   | 18.0 (64.4)                   | 15.1 (59.2)                   | 11.8 (53.2)                   | 9.5 (49.1)                    | 13.8 (56.8)                   |
| 日平均気温 °C （°F）                           | 6.9 (44.4)                    | 6.5 (43.7)                    | 7.8 (46)                      | 9.2 (48.6)                    | 12.1 (53.8)                   | 14.5 (58.1)                   | 16.6 (61.9)                   | 17.0 (62.6)                   | 15.5 (59.9)                   | 13.0 (55.4)                   | 10.0 (50)                     | 7.8 (46)                      | 11.4 (52.5)                   |
| 平均最低気温 °C （°F）                         | 5.0 (41)                      | 4.6 (40.3)                    | 5.6 (42.1)                    | 6.6 (43.9)                    | 9.2 (48.6)                    | 11.5 (52.7)                   | 13.6 (56.5)                   | 14.1 (57.4)                   | 12.9 (55.2)                   | 10.8 (51.4)                   | 8.1 (46.6)                    | 6.0 (42.8)                    | 9.0 (48.2)                    |
| 最低気温記録 °C （°F）                         | −7.4 (18.7)                   | −7.3 (18.9)                   | −5.5 (22.1)                   | −1.0 (30.2)                   | 0.0 (32)                      | 5.8 (42.4)                    | 8.8 (47.8)                    | 8.9 (48)                      | 7.0 (44.6)                    | 2.3 (36.1)                    | −0.8 (30.6)                   | −3.3 (26.1)                   | −7.4 (18.7)                   |
| 降水量 mm （inch）                             | 92.5 (3.642)                  | 70.2 (2.764)                  | 67.0 (2.638)                  | 53.1 (2.091)                  | 50.9 (2.004)                  | 45.5 (1.791)                  | 42.1 (1.657)                  | 47.7 (1.878)                  | 57.5 (2.264)                  | 95.0 (3.74)                   | 104.3 (4.106)                 | 112.9 (4.445)                 | 838.7 (33.02)                 |
| 平均降水日数 （≥0.2 mm）                       | 19.3                          | 15.7                          | 15.9                          | 13.2                          | 11.9                          | 10.4                          | 11.0                          | 10.6                          | 12.4                          | 17.3                          | 18.8                          | 18.6                          | 175.0                         |
| 平均降雪日数                                   | 2.8                           | 4.0                           | 1.3                           | 0.6                           | 0.0                           | 0.0                           | 0.0                           | 0.0                           | 0.0                           | 0.0                           | 0.5                           | 1.7                           | 11.0                          |
| 平均月間日照時間                               | 61.0                          | 85.6                          | 127.6                         | 194.7                         | 234.5                         | 246.6                         | 250.7                         | 230.1                         | 180.1                         | 117.1                         | 77.8                          | 58.2                          | 1,864                         |
| 出典1：Guernsey Met Office 2014 Weather Report |                               |                               |                               |                               |                               |                               |                               |                               |                               |                               |                               |                               |                               |
| 出典2：Météo Climat                            |                               |                               |                               |                               |                               |                               |                               |                               |                               |                               |                               |                               |                               |

## タックス・ヘイヴンとしてのガーンジー島
ガーンジー島は、タックス・ヘイヴンないしオフショア金融センターとして知られており、さまざまな外国企業がSPCを設立している。ガーンジー島においては、法人税は0%から30%までの間で納税者が自由に選ぶことが可能である。これは、さまざまな国のタックス・ヘイヴン税制に対応し、トリガーとなる税率をわずかに上回る税率を選ぶことを可能とするためであるとみられている。
日本においては、最高裁判所の判決により、ガーンジー島において納税者が支払った「税」は外国法人税に該当すると判断されている。もっとも、その直後に法人税法施行令が改正され、「複数の税率の中から税の納付をすることとなる者と外国若しくはその地方公共団体又はこれらの者により税率の合意をする権限を付与された者との合意により税率が決定された税（当該複数の税率のうち最も低い税率（当該最も低い税率が当該合意がないものとした場合に適用されるべき税率を上回る場合には当該適用されるべき税率）を上回る部分に限る。）」が外国法人税の定義から除外された（法人税法施行令141条3項3号）ことにより、現行税法のもとで同様の事件が起きた場合、逆の結論になる。
国際決済機関のクリアストリームに70の口座をもち、そのうち約10だけが実名であった。匿名口座の大半を管理していたのは、ロイズ、ロスチャイルド、ボストン銀行であった。
2010年、英国のシンクタンクにより、世界第26位の金融センターと評価されている。

## 政治
国家元首はイギリスの君主であり、従って現在は、チャールズ3世国王（在位：2022年9月8日 - ）である。
通常は、イギリス国王（女王）に任命された副総督（Lieutenant Governor）が職務を代行する。代官（Bailiff）は公務員の長で、同じくイギリス国王に任命され立法府と司法府を管轄する。行政府の長は政策審議会の代表である主席大臣（Chief Minister）と呼ばれていたが、2016年5月に政策審議会が政策資源委員会に改編されたことに合わせて主任大臣も廃止され、委員会総裁がその座を受け継いだ。

## 地方行政区分
以下の10の行政教区（parish）に分かれている。
- セイント・ピーター・ポート （St. Peter Port）
- ヴェイル （Vale）
- カテル （Castel）
- セイント・サンプソン （St. Sampson）
- セイント・マーティン （St. Martin）
- セイント・セイヴャー （St. Saviour）
- セイント・アンドリュー （St. Andrew）
- セイント・ピエール・デュ・ブァ　/　セイント・ピーターズ （St. Pierre Du Bois / St. Peter's）
- フォレスト （Forest）
- トーテヴァル （Torteval）

## 地理
ガーンジー島は、チャンネル諸島の北西部に位置し、面積は63平方キロメートル。諸島内で2番目の大きさの島である。最高所の高さは110mである。

## 経済
主要な産業は観光業と園芸品である。酪農も盛んでガーンジー種の乳製品もある。

## 交通

### 鉄道
オルダニー島に、チャンネル諸島で唯一のオルダニー鉄道がある。

### 空港
ガーンジー空港がある。

## 住民
イギリス人とノルマン系フランス人が主なガーンジー島の住民である。宗教は英国国教会が65%を占め、残りはカトリックである。

## スポーツ
クリケットが盛んである。19世紀後半からガーンジーのエリザベス大学で行われている。ジャージー島との間で毎年開催される試合は1950年代まで遡る。ガーンジー島クリケット協会は1927年に設立され、現在は30を超えるクラブがある。ガーンジークリケット委員会は2005年に国際クリケット評議会に加盟した。

## ギャラリー

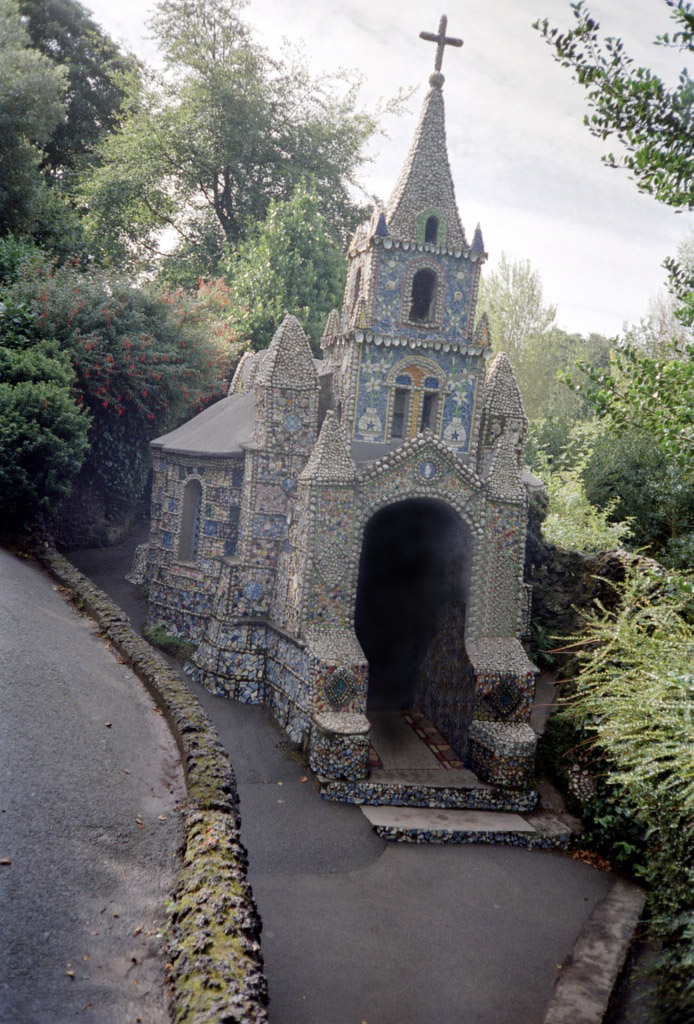
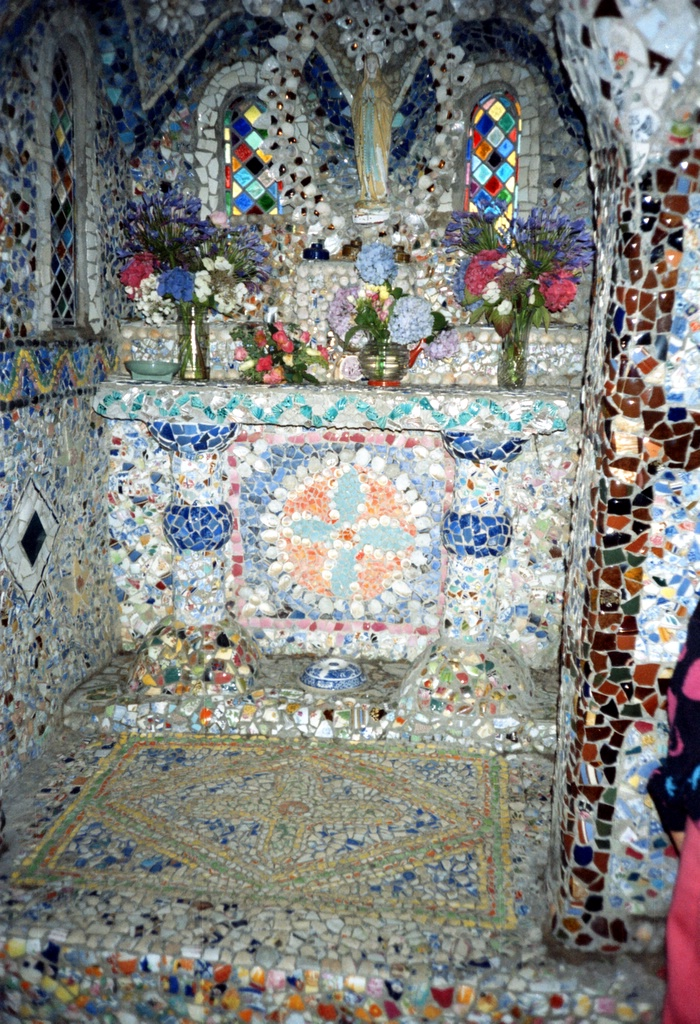
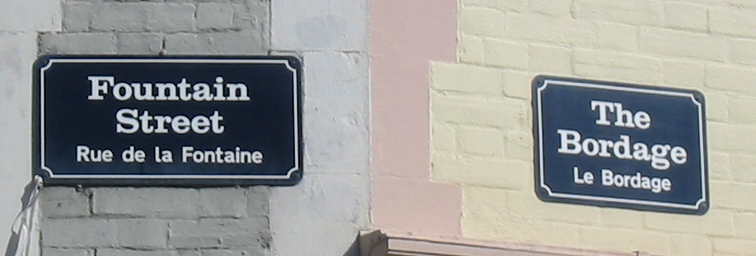
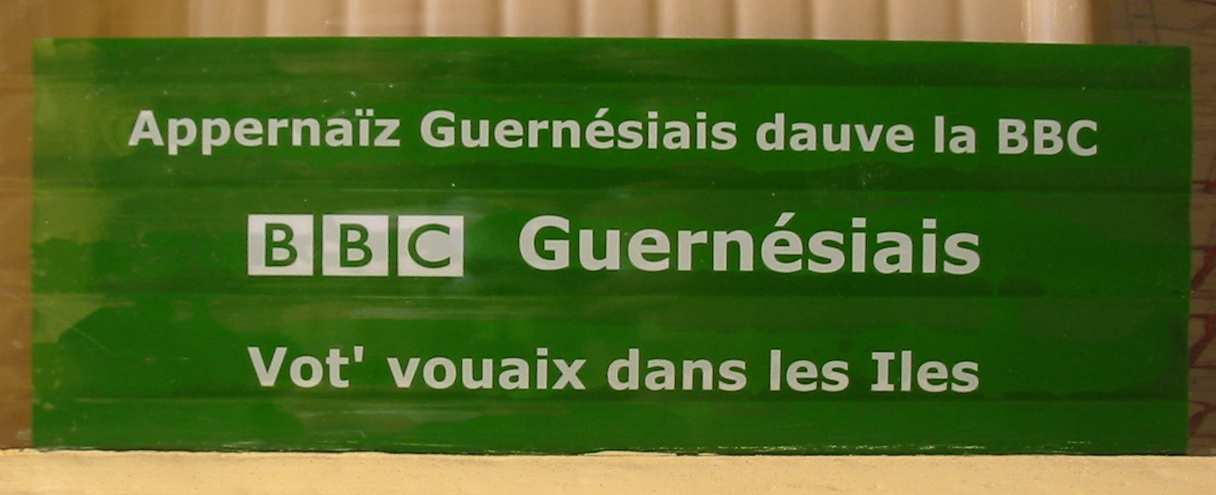
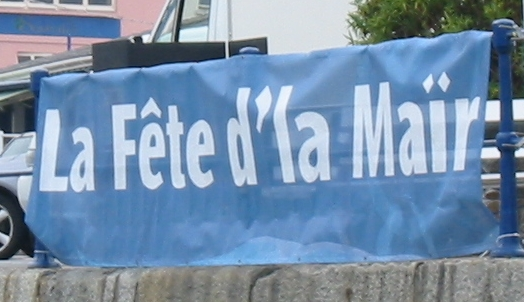
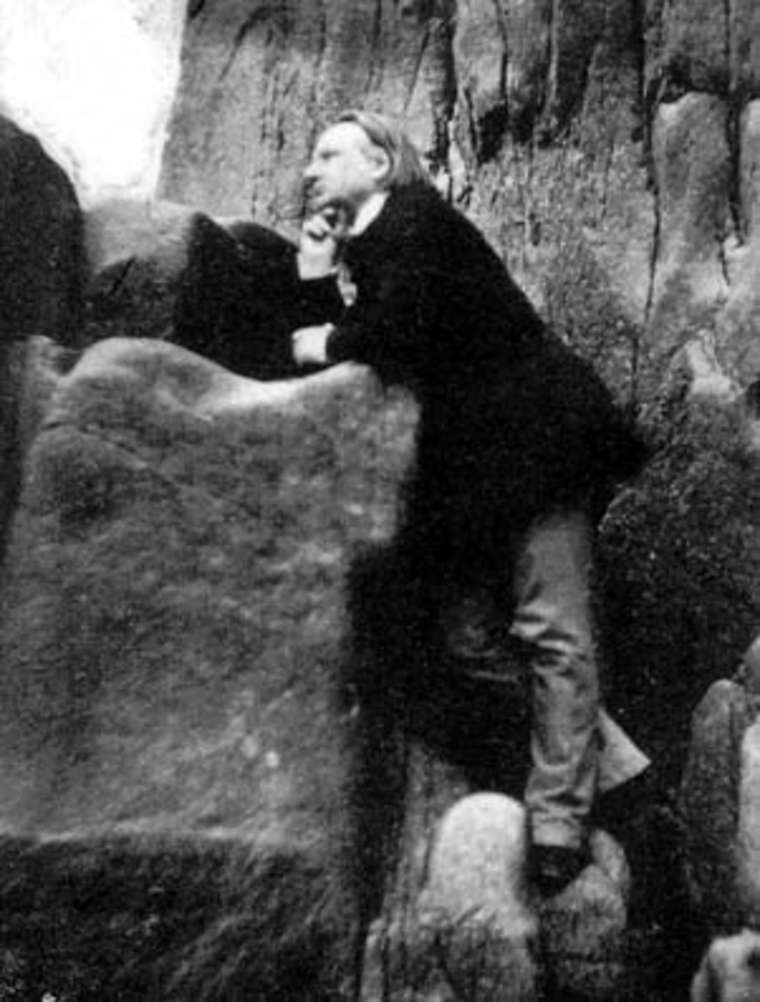
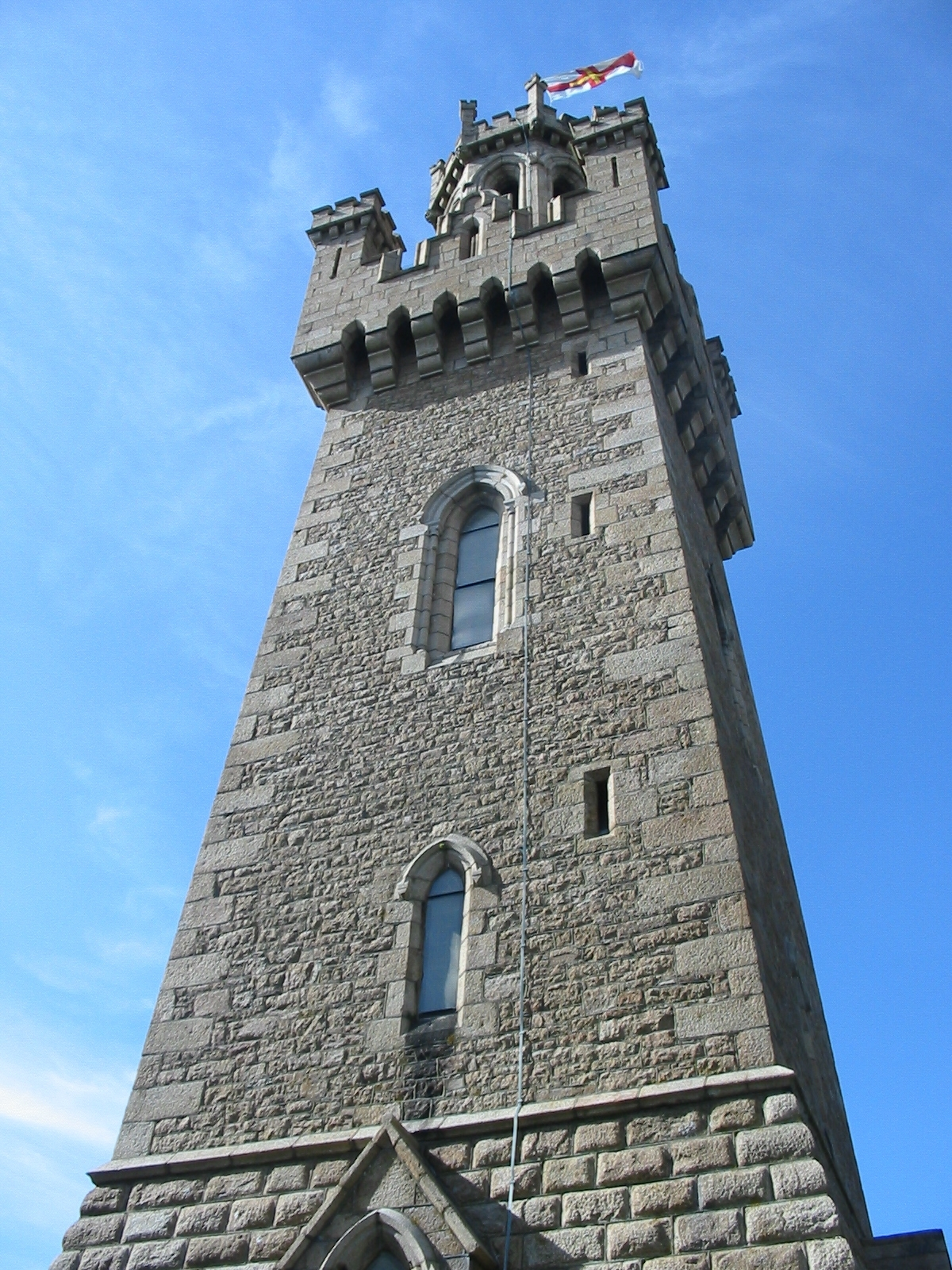
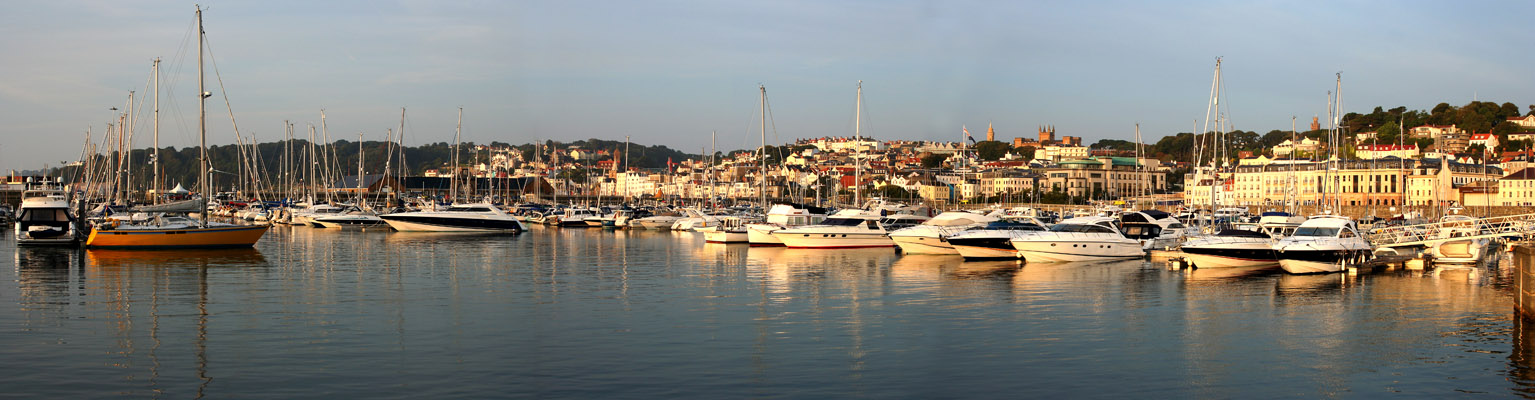
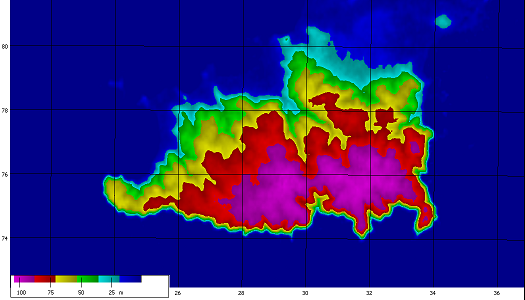

## 祝祭日
| 日付   | 日本語表記 | 英語表記       | 備考 |
| ------ | ---------- | -------------- | ---- |
| 5月9日 | 解放記念日 | Liberation Day |      |